# Mất trí nhớ
Mất trí nhớ hay ly hồn chứng (tiếng Anh: Amnesia (từ tiếng Hy Lạp ἀμνησία ἀ- nghĩa là "mất" và μνήμη là "trí nhớ") là sự giảm hụt đột ngột trí nhớ gây ra bởi tổn thương não, bệnh tật hoặc chấn thương tâm lý. Mất trí nhớ cũng có thể bị gây tạm thời do sử dụng các loại thuốc an thần và thuốc thôi miên. Trí nhớ có thể bị mất toàn bộ hay một phần tùy theo mức độ thương tổn. Có hai loại mất trí nhớ chính: mất trí nhớ ngược chiều và mất trí nhớ xuôi chiều. Mất trí nhớ ngược chiều là trường hợp không có khả năng lấy thông tin nhận được vào trước một thời điểm cụ thể, thường là ngày xảy ra tai nạn hoặc chấn động. Trong một số trường hợp, mất trí nhớ loại này chỉ có thể phục hồi sau hàng thập kỷ, trong khi có những người chỉ cần vài tháng là lấy lại được trí nhớ. Mất trí nhớ xuôi chiều là trường hợp không có khả năng chuyển thông tin mới nhận được từ trí nhớ ngắn hạn sang trí nhớ dài hạn. Những người mắc phải loại mất trí nhớ này không thể nhớ hoặc quên dần theo thời gian mọi thứ vừa đưa vào bộ nhớ. Hai loại mất trí nhớ trên không loại trừ lẫn nhau. Cả hai có thể xảy ra trong một bệnh nhân cùng một lúc. Nghiên cứu trường hợp bệnh nhân cũng cho thấy mất trí nhớ thường liên kết với tổn thương gây ra ở thùy thái dương trung gian. Các nghiên cứu gần đây còn chỉ ra mối tương quan giữa thiếu hụt protein RbAp48 và mất trí nhớ. Các nhà khoa học tìm thấy những con chuột với trí nhớ bị tổn thương có mức độ protein RbAp48 thấp hơn so với những con chuột khỏe mạnh bình thường.
Ở những người mắc phải chứng mất trí nhớ, khả năng nhớ ra ngay lập tức vẫn luôn tồn tại,
 và họ vẫn có thể hình thành những ký ức mới. Tuy nhiên, một sự suy giảm nghiêm trọng khả năng tiếp thu cái mới và lấy lại cái cũ có thể được quan sát thấy. Bệnh nhân mất trí nhớ cũng giữ lại trí tuệ, ngôn ngữ, và kỹ năng xã hội ở mức độ đáng kể mặc dù suy yếu sâu sắc trong khả năng lấy lại qua học tập những thông tin cụ thể trong giai đoạn trước lúc mất trí nhớ.